# Ladbroke Square
Ladbroke Square est un square de Londres,. 

## Situation et accès
Situés à Notting Hill, dans l'ouest de la capitale britannique, Ladbroke Square et ses jardins se trouvent au nord de Holland Park Avenue et de Notting Hill Gate. À l’ouest se trouve Ladbroke Grove, au nord Kensington Park Gardens (avec les maisons du côté sud adossées aux jardins) et au nord-est Kensington Park Road, délimitant les jardins situés au centre. Les maisons de Ladbroke Square se trouvent officiellement du côté sud des jardins.  Au sud-est se trouve la station de métro Notting Hill Gate, station de métro la plus proche. 
La Ladbroke Square Montessori School est située au 43 Ladbroke Square.

## Origine du nom
Le nom vient de la famille Ladbroke, propriétaire des terrains, qui est à l'origine de l'aménagement du quartier de Notting Hill dans les années 1840.
Il n'existe pas moins de sept noms de rues, dans le quartier, faisant référence à la famille Ladbroke.

## Historique
Le Garden Square était à l'origine le site d'un hippodrome, connu sous le nom d'Hippodrome, créé en 1837 par John Whyte, mais sans succès. La zone a été aménagée et développée dans les années 1840 par la famille Ladbroke, propriétaire des terrains. Un plan de 1849 de l'architecte Thomas Allason comprend les jardins aménagés tels qu'ils sont aujourd'hui.  

## Bâtiments remarquables et lieux de mémoire

### Jardins

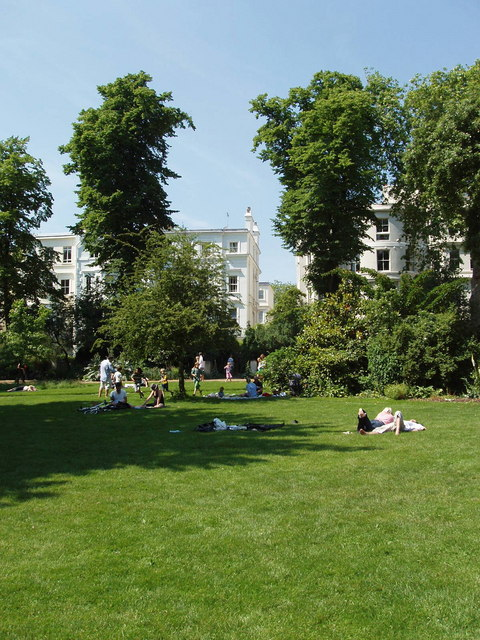
Vue des jardins de Ladbroke Square.

Les jardins forment le plus grand des 16 jardins communaux du domaine historique de Ladbroke .  En fait, il s’agit de l’un des plus grands jardins privés de Londres et d'un monument classé de Grade II par English Heritage. Entouré de balustrades, il y a des arbres matures dans les jardins et une longue promenade rectiligne côté nord, ainsi que d'autres chemins courbes. Le jardin de trois hectares est ouvert uniquement aux résidents locaux. 